# Igreja Paroquial de São Luís
A Igreja Paroquial de São Luís, igualmente conhecida como Igreja de São Luís, é um monumento religioso na aldeia de São Luís, no Município de Odemira, em Portugal.

## Descrição e história
O edifício situa-se junto ao Largo da Igreja e à Rua da Igreja, na área Noroeste da aldeia de São Luís. Insere-se nas zonas protegidas do Parque Natural do Sudoeste Alentejano e Costa Vicentina e do Sítio de Interesse Comunitário Costa Sudoeste, no âmbito do Plano Sectorial da Rede Natura 2000. Além das funções religiosas, o espaço da igreja também já foi utilizado para exposições de arte.
É composto por uma nave de planta rectangular, com uma sacristia e uma torre sineira quadrada no lado Sul. A nave está coberta por um telhado de duas águas, que se prolonga para a sacristia. As paredes são em alvenaria rebocada e caiada, com vários elementos pintados em tons azuis, como o embasamento, as molduras das portas e janelas, pilastras e cunhais. A fachada principal está orientada para ocidente, tem embasamento de dois registos, e é ladeada por cunhais sobre bases quadradas, sendo o pano rematado por uma empena de forma recortada, com uma cruz no topo. No centro abre-se o portal principal, com verga em arco de volta perfeita e moldura em pedra, encimada por um alfiz pintado de azul, rematado por cornija. Em cima desde conjunto abre-se um óculo de forma oval. Do lado esquerdo ergue-se a torre sineira, de configuração semelhante à da fachada, com cunhais e embasamento, mas apresenta dois registos, divididos por uma cornija, onde se encontra o mostrador do relógio. No segundo registo abre-se a sineira com arco de volta perfeita, sendo a torre rematada por coruchéu de forma cónica, com acrotérios nos cantos.
A igreja foi construída no século XVI, tendo sido edificada, segundo uma lenda popular, como uma promessa por parte de um devoto. O templo foi referido pelo padre Manuel dos Reys Magro nas Memórias Paroquiais, tendo sido descrito como possuindo três altares. Foi alvo de trabalhos de restauro na década de 1950, tendo nessa altura desaparecido alguns importantes elementos, como os altares, que estavam decorados com talha dourada, e as imagens.

## Leitura recomendada
- QUARESMA, António Martins (2006). Odemira Histórica: Estudos e Documentos. Odemira: Câmara Municipal de Odemira